# 大喜屋

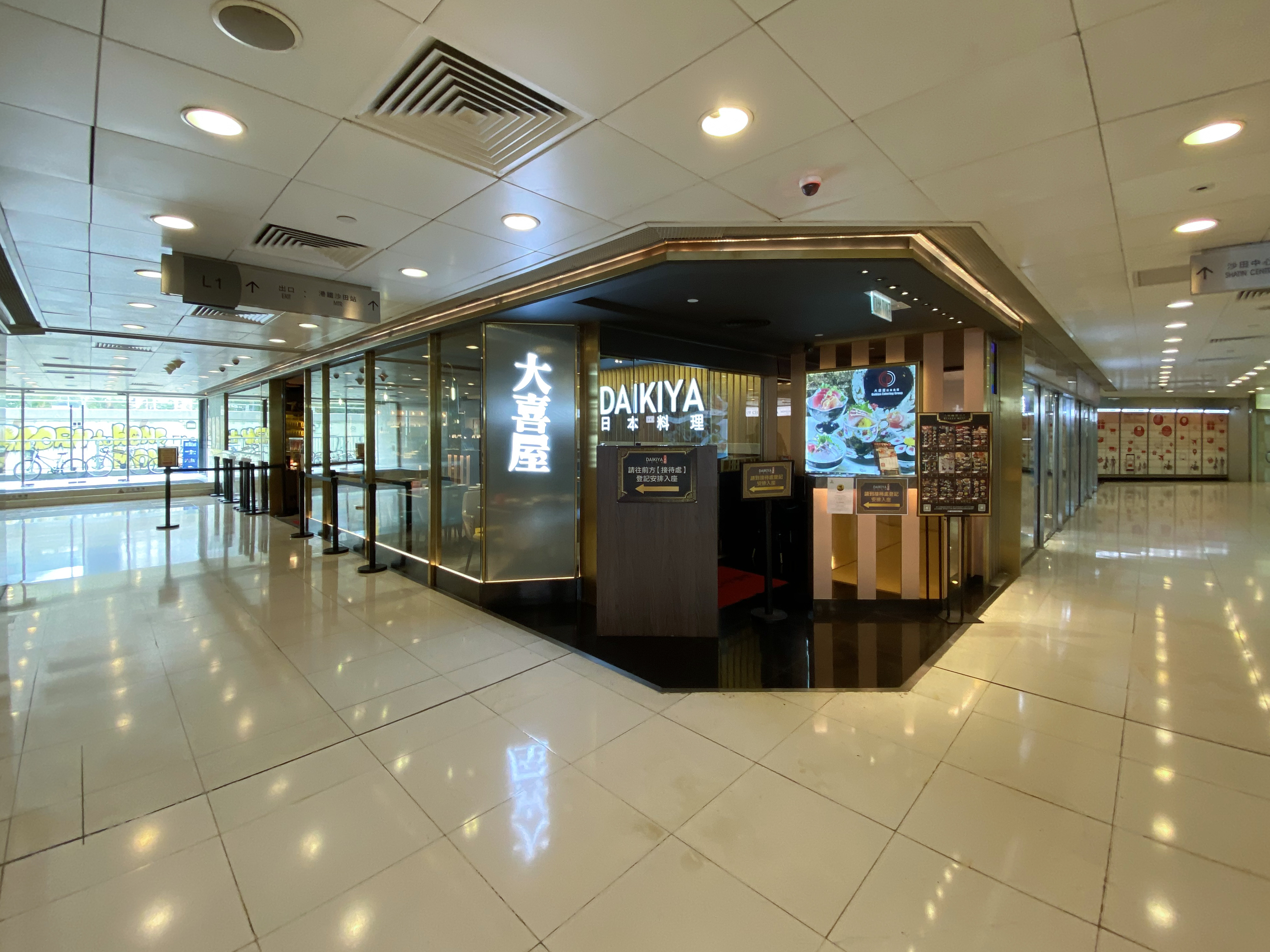
大喜屋在沙田廣場分店

大喜屋是香港一家連鎖日式放題餐廳集團，於2010年成立，2019年6月申請於港交所上市。根據灼識諮詢報告，於2019年，大喜屋是全港最大規模日式放題料理集團，市佔率37.1%。根據其在港交所的上市申請，集團2018年純利率為11.8%，較香港其他主要餐飲股如大快活和大家樂為高。由於招股文件六個月有效期已過，大喜屋於同年12月再次遞交上市申請。根據新上載的文件，截至2019年7月底的4個月，集團按年收入下跌8.8%至2.63億元，溢利倒退66%至1,268萬元。
2020年，大喜屋進行公開招股，招股價為1.6元至2港元，集資1.6億至2億港元，上市編號為6813。其後，大喜屋因為市況不佳，取消上市計劃。

## 旗下品牌
大喜屋旗下食肆品牌包括大喜屋、極尚大喜屋、極尚大瀛喜、樂天大喜屋、殿大喜屋、大瀛喜、大滿喜、吉壽及岩鹽。

## 外部連結
- 大喜屋 （页面存档备份，存于）
- 大喜屋招股章程 （页面存档备份，存于）